# انی‌تاون (فیلم)
انی‌تاون یا هر شهر (به انگلیسی: Anytown) فیلمی محصول سال ۲۰۰۹ و به کارگردانی دیو رودریگز است. در این فیلم بازیگرانی همچون مت اولری، مارشال آلمن، جاناتان هالیالکار، سام مورفی، راس بریتز، بروک جانسون، مگان استنزفیلد، پل بن-ویکتور و ناتاشا هنستریج ایفای نقش کرده‌اند.